# José Viale Moutinho
José Viale Moutinho (Funchal, 12 de junho de 1945) é um jornalista e escritor português. É descendente de António José Viale, de origem italiana.

## Obras
Entre as suas obras encontram-se:
- Urgência (poesia) (1966)
- Caminhando sobre as águas (1972)
- No país das lágrimas (1972)
- O jogo do sério (1974)
- Atento como um lobo (1975)
- Uma Estátua Equestre na Praça da Liberdade (1978) [4]
- Crónica do Cerco (1978)
- Contos populares portugueses: antologia (1978)
- O Adivinhão e Adivinhas Populares Portuguesas (1979)
- Entre povo e principaes (1981)
- Histórias do tempo da Outra Senhora (1985)
- O amoroso (1997)
- Hotel Graben: papelada de um duende errante (1998)
- As mãos cheias de terra - Textos do Andarilho (2000)
- O rapaz de pedra (2004)
- A história de William: a possível infância de Shakespeare (2005)
- Portugal lendário: o livro de ouro das nossas lendas e tradições (2005)
- Ocasos de iluminação variável (2005)
- A conferência do professor Lagosta: sobre a vida do poeta Francisco Sá de Miranda (2007)
- A menina da janela das persianas azuis (2008)
- Cimentos da noite (Edições Afrontamento), Junho 2020
- Contos Populares e Lendas das Ilhas da Madeira e do Porto Santo (CADMUS), Novembro 2020
- A Ilha das Quatro Estações (Imprensa Académica), Fevereiro 2021

## Prémios
- Prémio Júlio Pereira de Matos da Casa da Imprensa de Lisboa, com Crónica do Cerco, em 1978 [5]
- Prémio Rosalía de Castro do Centro PEN Galiza em 2012 [6]
- Prémio D. Diniz atribuído pela Fundação Casa de Mateus em 2021, com Cimentos da noite [7]
- Prémio de Tributo Consagração da Fundação Inês de Castro (2021)[8]
- Grande Prémio de Literatura dst (2024) [9]